# シャー
シャー（shāh شاه）は、「王」を意味するペルシア語、または王の称号。古代ペルシア語の"χšāyaθiya-"に由来する。もともとイラン系の王の称号であったが、イスラーム時代以降はイラン系のみならずイラン・イスラーム文化の影響を受けたテュルク・モンゴル系の王侯でも称号や人名などに使われるようになった。また「シャーハンシャー」 شاهنشاه shāhan-shāh とはパフラヴィー語のシャーハーン・シャー šāhān-šāh 「šāh-ān（「王」の複数形）+šāh（王）；"諸王の王"、"王の中の王"の意味」のアラビア語転写ないしアラビア語形である。

## 語源と古代での例

### 古代ペルシア語での例
近世・現代ペルシア語「シャー」は古代ペルシア語の xšāyaθiya- （王）に起源を遡る単語であるが、同時に「シャーハンシャー」もまた同じ時期に出現する歴史ある称号である。いわゆる「シャーハンシャー」とはアケメネス朝のダレイオス1世が古代ペルシア語の碑文群において初めて名乗った称号 xšāyaθiya xšāyaθiyānām に起源する単語で、旧約聖書に見られる「諸王の王」の形容表現はまさにこのダレイオス1世以来のペルシア帝国の王号を直接の由来としている。
アケメネス朝の歴代君主たちはこの「諸王の王」 xšāyaθiya xšāyaθiyānām 以外にも、「偉大なる王（大王）」を意味する xšāyaθiya vazraka という称号も用いていた。この称号はダレイオス1世以前のキュロス2世の頃からバビロニア語碑文に LUGAL GAL として使用がみられるが、ギリシア語のコインではΒΑΣΙΛΕΩΣ ΜΕΓΑΛΟΥ（basileōs megalou：偉大なる王の）として存続するものの、この「大王」というイラン語での呼称はサーサーン朝、イスラーム時代以降のイランでは「諸王の王」のような形では伝世されなかったようである。

### アラム語形・中期イラン語での例

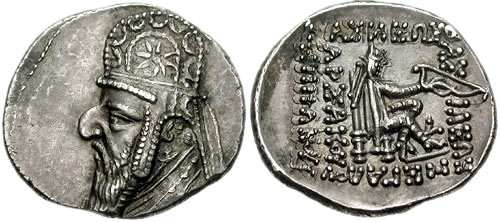
ミトラダテス2世のコイン。左上から右回りに （偉大な諸王の王、アルサケス、神の顕現）と記す

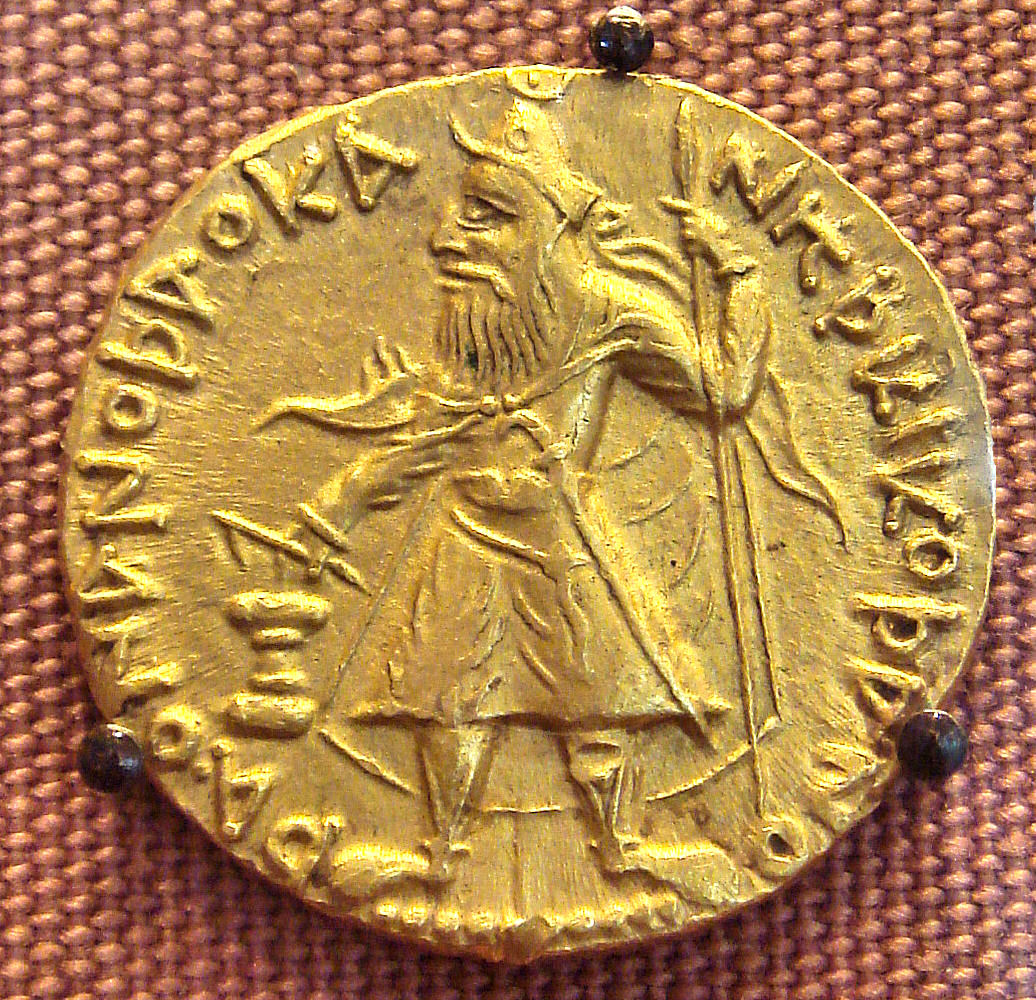
カニシカ1世のコイン。 （諸王の王、クシャンのカニシカ）と記す

その後この「シャー」および「シャーハンシャー」の王号は、ペルシア帝国時代から使用されていたアラム語では melek malkîn と翻訳された。聖書ヘブライ語の「諸王の王」מלך מלכים (melekh melākhīm、エゼキエル書 26:7。ただしペルシアではなく新バビロニアのネブカドネザル2世の称号) は、その直訳といえる。アラム語形の מלך מלכיא melekh malkhayyā はエズラ記 7:12 と ダニエル書 2:37 に見え、前者はアルタクセルクセス1世を、後者はネブカドネザルを指す。マケドニア王国のアレクサンドロス3世によるペルシア帝国の滅亡とセレウコス朝のシリア、メソポタミア支配によって一時「諸王の王」の称号の使用は中断したものの、東方からメソポタミアを征服したパルティアで再び復活した。パルティアの王たちは、ミトラダテス2世以降、発行したコインの銘文にギリシャ語で ΒΑΣΙΛΕΩΣ ΒΑΣΙΛΕΩΝ（諸王の王の）と刻み、またアラム語の碑文などで自らを melek malkîn ないし malkîn malkâ' と名乗った。サーサーン朝初期の碑文や後世のマニ教文書などの研究によれば、パルティア語そのものでは"χšāhān-χšāh"と称していたようである。パルティアを倒してメソポタミアおよびイラン高原を継承したサーサーン朝でも šāhān-šāh として受け継がれた。特にサーサーン朝ではシャープール1世以来歴代の君主たちは「エーラーンと非エーラーンの諸王の王」と称したが、政治的にも諸国の王šāhān- を支配する王 šāh としての意味が強化され、サーサーン朝の君主は各地に「シャー」を分封して中央集権化を推進し、文字どおり「諸王の王」となった。
一方、東方のソグド地方では「諸王の王」の称号は用いられなかったようである。ソグディアナの都市国家それぞれを統括していた領主たちはアラム語語彙で MR'Y 、またはこれをソグド語に直した xwβw（フブ）, xwt'w（フターウ : 近世ペルシア語の khodā）と呼ばれていたが、8世紀頃のサマルカンド王デーワーシュティーチュはソグドの諸々の都市国家の上位に立つ「ソグド王」として「ソグドのイフシード（王）」 swγδyk MLK'(= (')xšyδ) と名乗っている。このソグド語で「王」を意味する (')xšyδ も古代ペルシア語の χšāyaθiya- と語源を共有する語彙である。
さらにクシャーナ朝の君主たちは、支配階層で使用されたバクトリア語で、単に ÞΑΟ（シャーウ? : 「王」）ないし ÞΑΟΝΑΝΟÞΑΟ、すなわち ÞΑΟΝΑΝΟ（ÞΑΟ の複数斜格：王たち（の））+ ÞΑΟ（王）と称し、同時代のパルティア同様「諸王の王」を名乗っている。同種の称号を用いたことが分かっているのは現在確認できる最古のバクトリア語資料であるヴィマ・タクト王の碑文での用例からであり、以後カニシカ1世など歴代のクシャーナ朝の君主たちは ÞΑΟΝΑΝΟ ÞΑΟ （諸王の王）を名乗り続けている。

## イスラーム時代以降
アラブ征服時代からのイスラーム世界の拡大によってサーサーン朝滅亡以後は「シャー」の称号は途絶するが、サーマーン朝によるペルシア語復興運動によってカラ・ハン朝やセルジューク朝など外縁のテュルク系諸勢力から人名として徐々に使用されるようになり、この頃から近世ペルシア語ではペルシア帝国の支配者に限らず広く「王」を意味する普通名詞となって、君主や聖者などの貴人の称号や人名の一部として用いられるようになった。
「シャーハンシャー」はアラビア語の歴史書などでは専らサーサーン朝ないしの古代のイラン系の君主たちにのみ使用されていた単語で、サーサーン朝の滅亡以降、久しく現役の君主の称号としては使用されていなかった。しかし、932年にブワイフ朝が政権を獲得すると、アッバース朝カリフに「アミール・アル＝ウマラー（諸アミールのアミール）」の称号以外に古代以来の「シャーハンシャー」の称号を名乗る許可をも求めるようになった。現在確認できる限りではアドゥドゥッダウラ（在位949-983年）の治世からブワイフ朝の君主たちは貨幣の銘文などに「シャーハンシャー」の称号を用いていたことが分かっている。またこれに倣っての事だと思われるが、セルジューク朝のトゥグリル・ベクもスルターンの称号を授与された前後からやはり貨幣に「最大のスルターン」（ سلطان المعظم Sulṭān al-Mu‘aẓẓam）という名乗りに加え、「最も栄光あるシャーハンシャー」（ شاهنشاه الاجل Shāhanshāh al-Ajall）という称号を刻ませていたことも判明している。
16世紀初頭にイランを統一したサファヴィー朝が、それまでこの地方の君主が用いていたスルターンやハーンにかわってシャーの称号を採用し、イランの君主の称号として定着。その後のアフシャール朝、カージャール朝、パフラヴィー朝の諸王朝で用いられ、1979年のイラン・イスラム革命で帝政が倒されるまで続いた。イルハン朝が断絶して以降、イラン周辺での「ハーン」の称号は地方君主やアミール、都市有力者の人名に使われる程一般化してしまい称号としての地位の下落が著しく、王朝の君主たちはスルターンやパーディシャーなどに加え「陛下」「殿下」に相当する「ハズラト」（ حضرت hazrat）に「高貴なる」「至高なる」など様々な形容詞を附随させてなどして王朝の君主としての称号の差別化を行っていた。
最後のシャーとなるモハンマド・レザー・パフラヴィーは、公式には「シャーたちのシャー」、すなわち王たちの王、皇帝を意味するシャーハンシャー（shāhanshāh）を自ら用い、皇后にはアラビア語のマリクの女性形であるマリカ（malika）の称号が使われた。（イスラーム革命以前では「パードシャー」で呼ばれていた例も多い）

## その他
明朝で編纂された漢語と周辺外国語の対訳語彙集である『華夷譯語』の一編でペルシア語版である「回回館譯語」人物門では、を「パードシャー」 پادشاه pādshāh を「[立巴]得沙黒」と漢字音写し「君（君主）」の意味にあてており、同じく「シャー」 شاه shāh を「傻諕」と漢字音写し「君」の意味としているが、別の箇所では「パードシャー」 پادشاه pādshāh を「[立巴]得傻」と写し、「天皇帝」の意味としている箇所もある。